# Suikeresdoorn

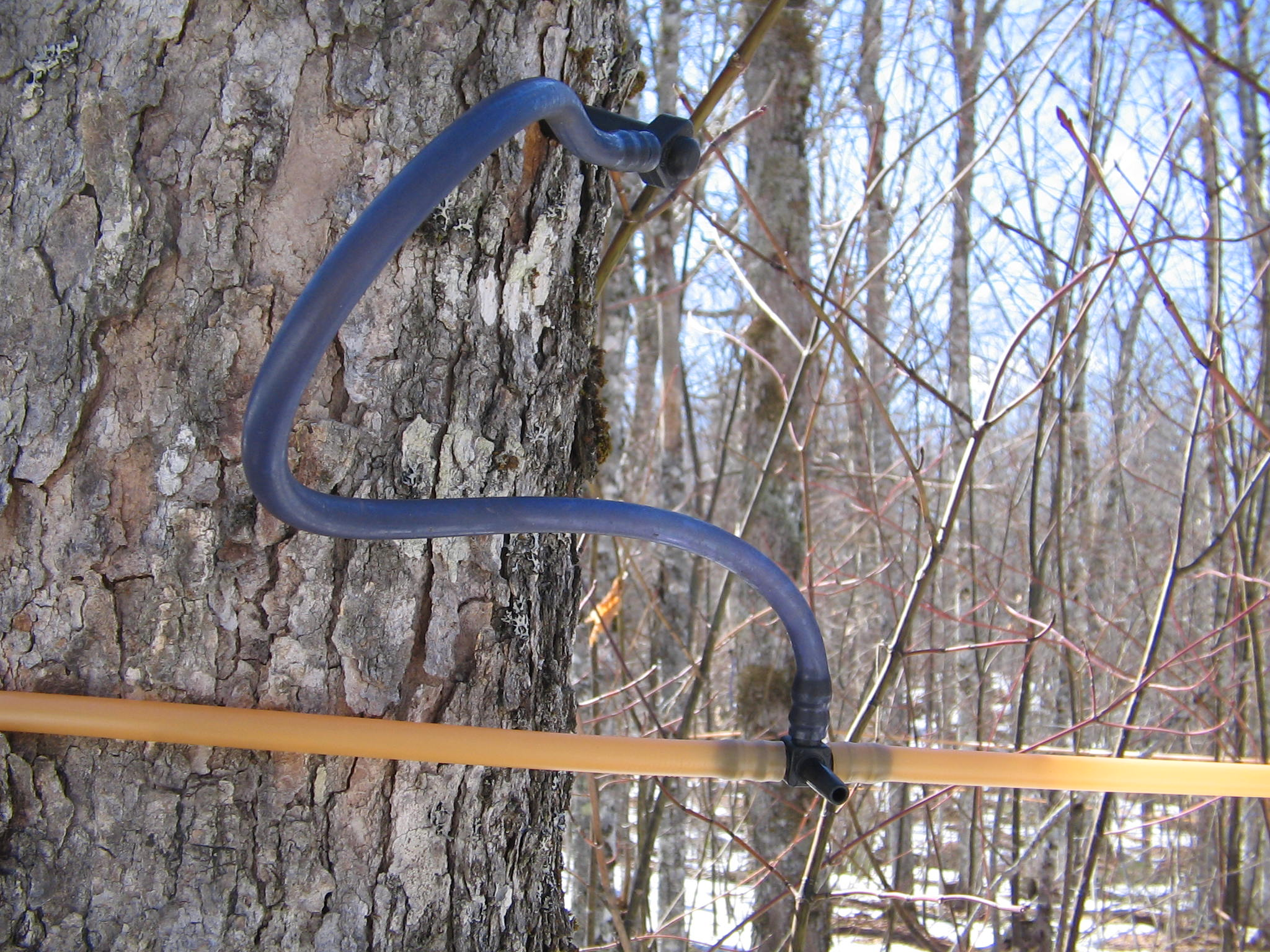
Winning van ahornsiroop

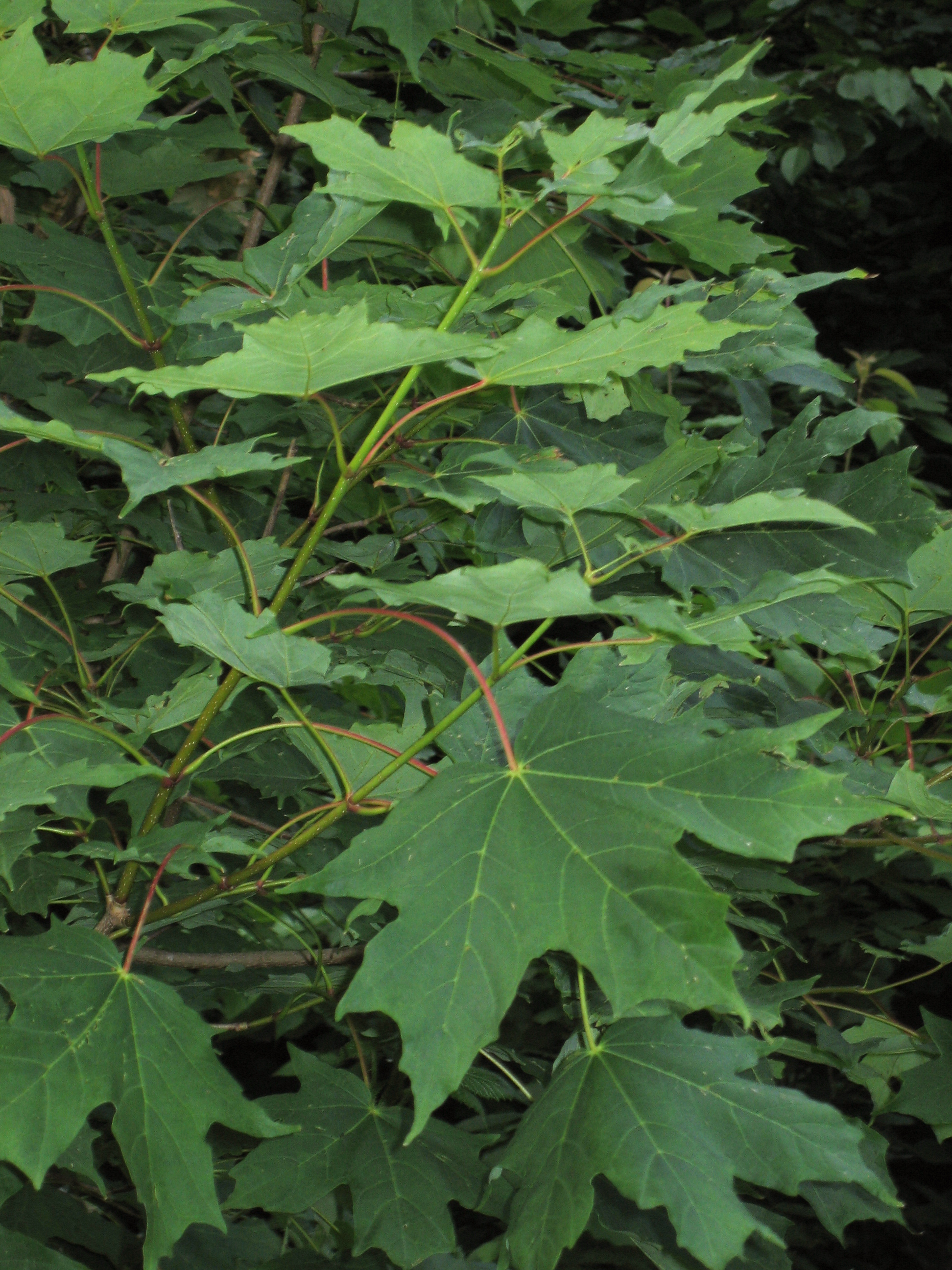
Bladeren

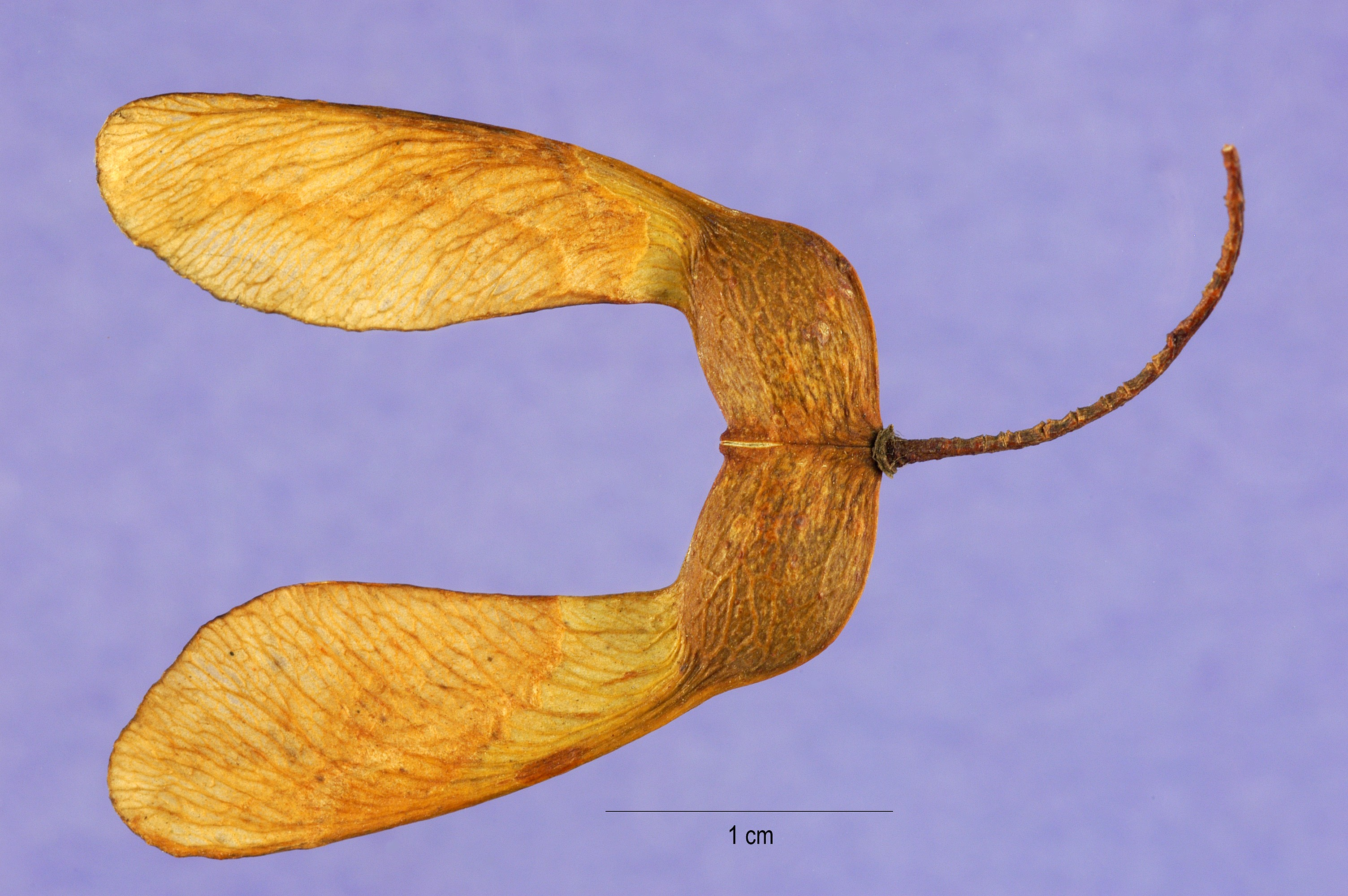
Vruchten

Suikeresdoorn (Acer saccharum) is een soort uit het geslacht esdoorn.

## Determinatie
Suikeresdoorn groeit als boom en bereikt een hoogte van ± 30–37 m. Ze vormt vaak een zeer dichte kroon, waardoor er weinig ondergroei mogelijk is. De bladeren zijn 8–15 cm lang en hebben in de herfst een herfstkleur van helder geel, via oranje naar oplichtend roodoranje. De bladrand van suikeresdoorn is getand en de nerven van de bladeren zijn handnervig.
Suikeresdoorn bloeit in trossen met vijf tot tien geelgroene bloempjes die geen kroonbladeren hebben. De gevleugelde vrucht heeft 2–3 cm lange vleugels. Het zaad is 0,7–1,2 cm in doorsnee.
Suikeresdoorn is nauw verwant aan Acer nigrum, welke ook wel wordt opgevat als ondersoort.

## Verspreiding
Het natuurlijke verspreidingsgebied van suikeresdoorn strekt zich uit over het oosten van Noord-Amerika.

## Toepassingen

### Esdoornsiroop
Suikeresdoorn wordt evenals Acer nigrum gebruikt voor de sapwinning. Van het sap wordt esdoornsiroop gemaakt. Dit is een dunne stroop.

### Hout
Het hout van suikeresdoorn is wel het hardste van alle esdoorns en wordt gebruikt voor het maken van meubelen en vloeren. Bowlingvloeren worden vaak gemaakt van dit hout.

## Cultivatie
Suikeresdoorn wordt veel gebruikt als sierboom vanwege haar herfstkleuren, de snelle groei en de gemakkelijke vegetatieve vermeerdering. Er zijn veel cultivars van de soort in omloop; in de onderstaande lijst vindt men enkele bekende.
- Acer saccharum 'Legacy'
- Acer saccharum 'Green Mountain'
- Acer saccharum 'Arrowhead' (piramidale groei)
- Acer saccharum 'Bonfire'(snelle groei)
- Acer saccharum 'Sweet Shadow' (ingesneden blad)
- Acer saccharum 'Norselect' (zeer winterhard)
- Acer saccharum 'Unity'(zeer winterhard)
- Acer saccharum 'Columnare' (zuilvormig)
- Acer saccharum 'Monumentale' (zuilvormig)
- Acer saccharum 'Temple's Upright' (zuilvormig)
- Acer saccharum 'Newton Sentry' (zuilvormig, zeer smal)

## Trivia
- Op de vlag van Canada staat in het midden een blad van suikeresdoorn; het is een nationaal symbool.